# Шприц-ручка

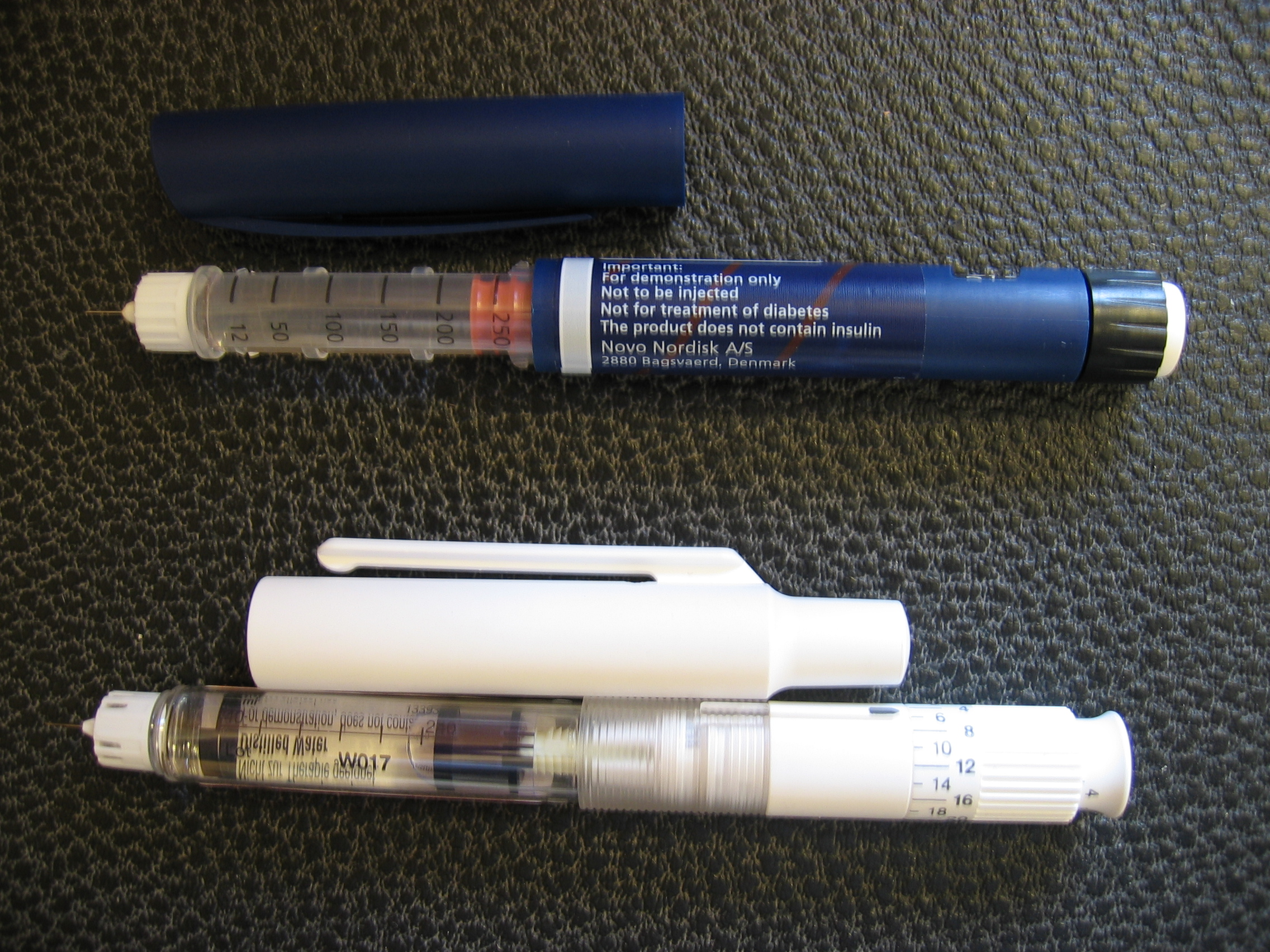
Шприц-ручки, предназначенные для подкожного введения инсулина

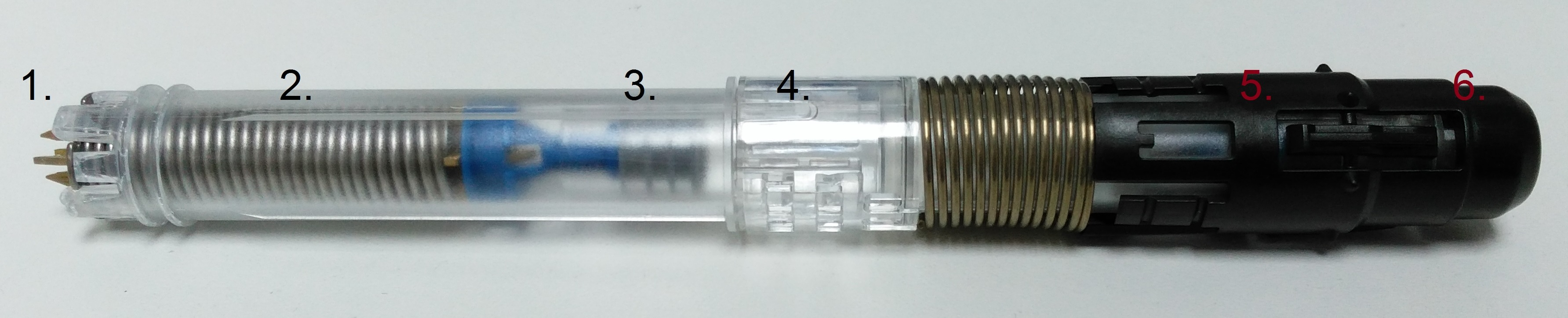
Устройство шприц-ручки, предназначенной для внутримышечного введения эпинефрина (в латеральную широкую мышцу бедра)

Шприц-ручка — инъектор для подкожного введения лекарственных препаратов, наиболее часто это различные виды инсулина. Состоит из гнезда для флакона с препаратом, механизма дозированной подачи, сменной иглы и корпуса. Механизм дозированной подачи взводится на определённую дозу, снимается колпачок с иглы, иглой прокалывается кожа в месте инъекции и кнопка введения нажимается полностью до упора. За счет контролируемой скорости введения и тонкой иглы болевые ощущения минимальны. Прочный корпус и расположение всех механизмов введения препарата внутри него позволяют свободно транспортировать и использовать снаряженный инъектор вне стационара.
В настоящее время в России наиболее распространён способ введения инсулина с помощью шприц-ручек. Это связано с бо́льшим удобством, менее выраженным дискомфортом и простотой введения по сравнению с обычными инсулиновыми шприцами. Шприц-ручка позволяет достаточно быстро и безболезненно ввести необходимую дозу инсулина.
Также существуют шприц-ручки, позволяющие производить внутримышечное введение препаратов. Применяются в экстренной медицине и в некоторых случаях входят в комплекты экстренной помощи. Преимуществом является простота введения препарата и удобство использования, недостатком — сложность изготовления, высокая стоимость и более низкая, чем у обычного шприца, надёжность.